# Венгерова Раїса Семенівна
Раїса Семенівна Венгерова (Цейтлін) (грудень 1894, село Монастирщина Рославльського повіту Смоленської губернії, тепер Смоленської області, Російська Федерація — 1971, місто Москва, Російська Федерація) — радянська та профспілкова діячка, директорка фабрик, відповідальний редактор журналу «Текстильна промисловість», член ВЦВК. Член Комісії радянського контролю при РНК СРСР у 1934—1938 роках.

## Життєпис
Народилася в єврейській родині дрібних торгівців. З 1903 по вересень 1908 року працювала підпаском сільського стада в селі Монастирища. У 1908 році закінчила чотирикласну земську сільську школу в селі Монастирщина Рославльського повіту Смоленської губернії.
У вересні 1908 — січні 1914 року — вчителька сільсих шкіл у селах Захарино і Монастирщина Рославльського повіту Смоленської губернії. У 1910 році закінчила екстерном сім класів жіночої гімназії в місті Мстиславлі Могильовської губернії. Одночасно з 1912 по 1913 рік — слухачка педагогічних курсів Флерова в Києві.
Член РСДРП(б) з січня 1914 року.
У січні 1914 — січні 1915 року — секретар, казначей, керівник нелегальної десятки Мстиславльського міського комітету РСДРП(б) Могильовської губернії. У січні 1915 — січні 1917 року — керівник дільниці Катеринославського міського комітету РСДРП(б).
У березні 1917 — вересні 1918 року — секретар виконавчого комітету Саратовської губернської ради.
У жовтні 1918 — вересні 1919 року — член колегії Саратовського губернського продовольчого комітету.
У вересні 1919 — червні 1920 року — завідувач Саратовського губернського відділу торгівлі і промисловості.
У червні 1920 — грудні 1921 року — голова Зміїногорського повітового профспілкового бюро в селищі Рубцово Алтайської губернії.
У грудні 1921 — грудні 1923 року — відповідальний секретар Алтайської губернської ради профспілок у Барнаулі.
У грудні 1923 — вересні 1926 року — секретар районного комітету, інструктор із текстильної промисловості Спілки металістів, секретар комерційного відділу, завідувач Московського відділення Камвольного тресту ВРНГ СРСР.
У вересні 1926 — вересні 1927 року — член правління Серпуховського і 1-го Державного бавовняного трестів ВРНГ СРСР у Москві.
У вересні 1927 — жовтні 1929 року — директор Наро-Фомінської прядильно-ткацької фабрики Московської губернії.
У жовтні 1929 — вересні 1931 року — слухачка Промислової академії імені Сталіна в Москві.
У вересні 1931 — лютому 1934 року — директор Глуховського бавовняного комбінату імені Леніна Ногінського району Московської області. Одночасно, з 1931 року — член правління і начальник сектора праці та кадрів, з березня 1932 по квітень 1933 року — заступник начальника Всесоюзного об'єднання бавовняної промисловості в Москві.
У березні — жовтні 1934 року — член групи легкої промисловості Комісії радянського контролю при РНК СРСР. У жовтні 1934 — листопаді 1935 року — керівник групи місцевої промисловості Комісії радянського контролю при РНК СРСР. З листопада 1935 року хворіла енцефалітом, лікувалася в Москві. У грудні 1935 — липні 1936 року — заступник керівника групи торгівлі і промислової кооперації Комісії радянського контролю при РНК СРСР.
У липні 1936 — липні 1937 року — керуюча Орєхово-Зуєвського бавовняного тресту Московської області.
У серпні 1937 — жовтні 1938 року — в.о. керівника групи легкої промисловості Комісії радянського контролю при РНК СРСР.
З жовтня 1938 року працювала в Комітету у справах вищої школи при РНК СРСР.
У липні — жовтні 1940 року — керуюча Державної республіканської контори із збуту лляної продукції «Росльонзбут» Народного комісаріату текстильної промисловості РРФСР.
У жовтні 1940 — липні 1942 року — начальник Головного управління із збуту продукції текстильної промисловості «Росголовтекстильзбут» Народного комісаріату текстильної промисловості РРФСР.
У вересні 1942 — грудні 1949 року — відповідальний редактор журналу «Текстильна промисловість».
У січні — серпні 1950 року — старший науковий співробітник Центрального науково-дослідного інституту вовняної промисловості.
У вересні 1950 — травні 1953 року — редактор бюлетеню Центрального асортиментного кабінету Міністерства легкої промисловості СРСР.
З травня 1953 року — персональний пенсіонер республіканського значення в Москві.
Померла до квітня 1971 року в Москві.